# Siedliska (gromada w powiecie brzozowskim)
Siedliska – dawna gromada, czyli najmniejsza jednostka podziału terytorialnego Polskiej Rzeczypospolitej Ludowej w latach 1954–1972.
Gromady, z gromadzkimi radami narodowymi (GRN) jako organami władzy najniższego stopnia na wsi, funkcjonowały od reformy reorganizującej administrację wiejską przeprowadzonej jesienią 1954 do momentu ich zniesienia z dniem 1 stycznia 1973, tym samym wypierając organizację gminną w latach 1954–1972.
Gromadę Siedliska z siedzibą GRN w Siedliskach utworzono – jako jedną z 8759 gromad na obszarze Polski – w powiecie brzozowskim w woj. rzeszowskim na mocy uchwały nr 18/54 WRN w Rzeszowie z dnia 5 października 1954. W skład jednostki weszły obszary dotychczasowych gromad Siedliska, Dąbrówka, Huta Poręby i Wołodź ze zniesionej gminy Nozdrzec w tymże powiecie. Dla gromady ustalono 12 członków gromadzkiej rady narodowej.
1 stycznia 1969 gromadę zniesiono przez połączenie z gromadą Bartkówka w tymże powiecie w nową gromadę Dąbrówka Starzeńska z siedzibą GRN w Dąbrówce Starzeńskiej, tamże.